# 霍勤燡
霍勤燡，陝西省同州府朝邑縣人，清朝政治人物、進士出身。

## 生平
光緒十六年（1890年），参加光緒庚寅科殿試，登進士二甲75名。同年五月，改翰林院庶吉士。光緒十八年五月，散館，著以部属用。